# Podsavezna nogometna liga Kosovska Mitrovica 1959./60.
Podsavezna nogometna liga Kosovska Mitrovica bila je liga četvrtog stupnja nogometnog prvenstva Jugoslavije u sezoni 1959./60. 
 
Sudjelovala su 4 kluba, a prvak je bio "Remont" iz Kosovske Mitrovice. 

## Ljestvica
| mj. | klub      | ut. | pob. | ner. | por. | gol+ | gol- | bod |
| --- | --------- | --- | ---- | ---- | ---- | ---- | ---- | --- |
| 1.  | Remont    | 6   | 5    | 0    | 1    | 21   | 8    | 10  |
| 2.  | Bratstvo  | 6   | 4    | 0    | 2    | 15   | 7    | 8   |
| 3.  | Trepča II | 6   | 3    | 0    | 3    | 10   | 9    | 6   |
| 4.  | Radnički  | 6   | 0    | 0    | 6    | 1    | 18   | 0   |

- Viši rang:
  - Remont se plasirao u Kosovsku zonu